# قشلاق قهرمان
قشلاق قهرمان یک روستا در ایران است که در دهستان قشلاق شرقی واقع شده‌است. قشلاق قهرمان ۹۹ نفر جمعیت دارد.